# Marxa d'Oriamendi

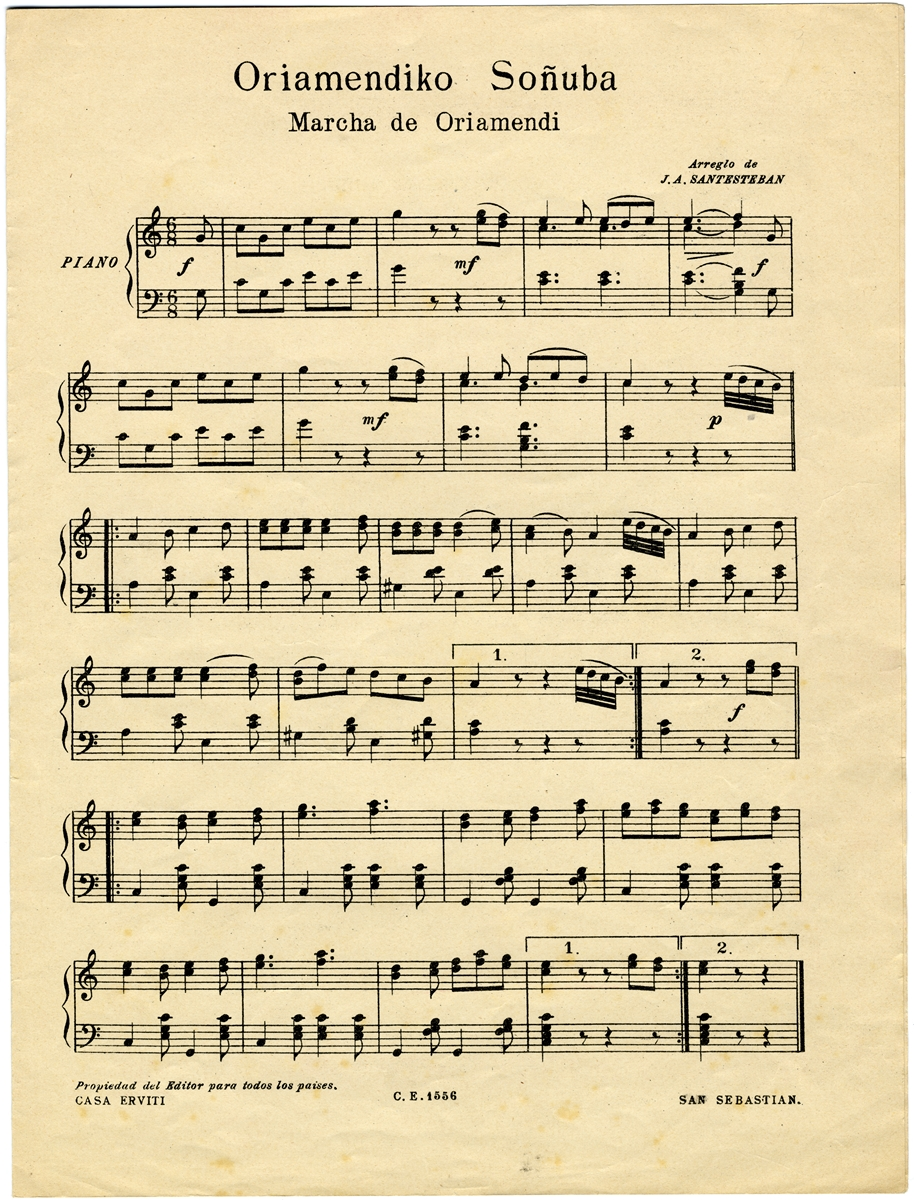
Partitura de l'himne.

La Marxa d'Oriamendi, o simplement l'Oriamendi, és l'himne del moviment carlista. El nom de l'himne prové de la batalla d'Oriamendi que va tenir lloc el 1837 durant la Primera Guerra Carlina.
| Marcha de Oriamendi Por Dios, por la Patria y el Rey Lucharon nuestros padres. Por Dios, por la Patria y el Rey Lucharemos nosotros también. Lucharemos todos juntos Todos juntos en unión Defendiendo la bandera De la Santa Tradición. (bis) Cueste lo que cueste Se ha de conseguir Venga el Rey de España A la corte de Madrid. (bis) Por Dios, por la Patria y el Rey Lucharon nuestros padres. Por Dios, por la Patria y el Rey Lucharemos nosotros también. | Marxa d'Oriamendi Per Déu, Pàtria i el Rei Els nostres pares van lluitar. Per Déu, Pàtria i el Rei, lluitarem nosaltres també. Lluitarem tots junts, Tots junts dins la unió Defensant la bandera De la Santa Tradició. (bis) Costi el que costi, S'ha d'aconseguir Vingui el Rei d'Espanya A la cort de Madrid. ((bis)) Per Déu, Pàtria i el Rei Els nostres pares van lluitar. Per Déu, Pàtria i el Rei, lluitarem nosaltres també. |  |

La lletra original era en basc. La lletra en castellà fou escrita el 1908 per Ignacio Baleztena Ascárate com a "Marcha Jaimista". Al llarg dels anys, s'han cantat diverses versions de l'Oriamendi. De 1936 a 1939, la línia en el quart vers, "venga el Rey de España a la corte de Madrid", fou reemplaçada per "que los boinas rojas entren en Madrid" on els "boinas rojas" indiquen els soldats Carlistes del requetè.
"Déu, Pàtria, Rei" (de vegades "Déu, Pàtria, Fur, Rei") és el lema carlista.
Durant el franquisme sovint s'imposava escoltar al públic tres himnes: la Marxa d'Oriamendi, el Cara al sol i l'himne nacional espanyol amb el braç fent la salutació feixista.

## Lletres originals
| Oriamendiko Soñuba Gora Jainko maite maitea zagun denon jabe. Gora España ta Euskalerria ta bidezko errege. Maite degu Euskalerria, maite bere Fuero zarrak, asmo ontara jarriz daude beti Karlista indarrak. Gora Jaungoiko illezkor!!! Gora euskalduna, audo ondo Españia-ko errege bera duna!!! | Traducció Visca Déu el més estimat que sigui el nostre Senyor. Visca Espanya i el País Basc i el rei legítim. Estimem la Terra basca, estimem llurs furs, per aquesta lluita ideal sempre les forces Carlistes. Visca el Déu Immortal! Visca el poble basc, que té el mateix rei que Espanya! |  |